# Апликацијски дио преносних могућности
Апликацијски дио преносних могућности (енгл. Transaction Capabilities Application Part–TCAP) из ITU-T препорука Q.771-Q.775 или ANSI T1.114 је протокол за мреже Систем сигнализације број 7. Основна сврха је да омогући вишеструке истовремене дијалоге између истих под-система на истим машинама, користећи Трансакцијски идентитет да разликовају те дијалоге, које на сличан начин TCP портови омогућавају мултиплексирајуће везе између исте ИП адресе на Интернету.
TCAP се користи да превози INAP у Интелигентној мрежи и  у мобилној телефонској мрежи.
TCAP поруке се шаљу преко жице између машина. TCAP примитиви се шаљу између апликација и локалној TCAP стеку, све TCAP поруке су примитиви али постоје примитиви који нису поруке, тј. неки се само преносе унутра локалне машине. Једна TCAP примитив се састоји од једне или више TCAP компонента.
TCAP примитив може бити један од следећих врста:
| Једносмјерна | Једина примитива без икаквих следећих примитива. Некад се односи као Обавештење. |
| Почетак      | Почетак дијалога, даљи примитиви следе.                                          |
| Наставак     | Шаљи наредну примитиву на постојећи дијалог, даљи примитиви следе.               |
| Крај         | Задња примитива на постојећи дијалог, затвори постојећи дијалог.                 |
| Прекид       | Грешка је проузроковала дијалог да се затвори.                                   |
| Отказ        | Тајмер се пробудио без примања икаквог одговора (ово је примитив али не порука)  |

Примитив за почетак има, до 4 бајта, Изворни трансакцијски идентитет, Наставак такође има Одредишни трансакцијски идентитет, Крај и Прекид само могу имати Одредишни трансакцијски идентитет. Сваки примитив има оба изборне компонентне и дијалогне делове. Компонентни део за једносмјерни примитив је обавезан.
Дијалогни део носи дијалогне или једносмерне контролне протоколске јединице података (енгл. Protocol data unit&mdashPDU). За MAP и INAP, дијалогни PDU се користи који успостављања и прекида дијалог за апликацијски контекст који је дан у примитиви. Следеће примитиве су дефинисани за дијалогне PDU-е:
|  | Захтев за дијалог. За и , је послан у прититиву Почетак са Захтевној компоненти уопште, са апликацијском контексту операцијском пакету. |
|  | Одговор дијалога. Порука послана за одговор према или примитивима Наставак или Крај.                                                    |
|  | Прекид дијалога. |

TCAP користи дисктретне делове поруке који се називају компонентама па тако постоје:
| Компонента захтева            | Носи спецификације жахтјева и идентификује које акције треба предузети |
| Компонента задњег одговора    | Задњи одговор захтева                                                  |
| Компонента не-задњег одговора | Враћа захтеване податке, даљи одговори ће бити послани                 |
| Компонента грешке             | Случај грешке                                                          |
| Компонента одбијања           | Нема начина да се задовољи захтев                                      |

Захтевни компоненти имају означен 7 битни захтевни идентитет (InvokeID) који је присутан у свим осталим компонентама да утврдити који се односи на који захтев.
TCAP се може сматрати као лакша имплементација ОСИ дефинисан ROSE, (енгл. Remote Operations Services Element protocol).